# Castro de Viladonga
Le Castro de Viladonga est un castro situé dans la paroisse de Viladonga de la commune Castro de Rei dans la province de Lugo en Galice (Espagne). Les  fouilles archéologiques ont commencé en 1972. Les travaux sur site (fouilles, nettoyage, consolidation) continuent de façon périodique. C'est un des castros les plus connus de Galice, grâce à l'aménagement du site pour promouvoir le tourisme culturel et au musée associé au site, musée ouvert en 1983.
Les structures défensives, les habitations et les matériaux mis au jour et exposés au musée témoignent d'une occupation importante qui a duré jusqu'au IIIe siècle apr. J.-C., voire jusqu'au Ve siècle apr. J.-C. Ce site et son musée permettent d'étudier et comprendre l'évolution de la culture des castros dans son évolution galaïco-romaine.

## Campagnes de fouilles
Manuel Chamoso Lamas a conduit les premières excavations de 1971 jusqu'à 1978. Depuis 1982 Felipe Arias Vilas assure la direction des fouilles qui se font de manière épisodique.
C'est au  cours de la première campagne, été 1972, après les relevés topographiques, la confection des cartes et la délimitation du chantier, que les premières excavations mettent au jour un habitat aux formes arrondies à l'extérieur, mais de forme carrée à l'intérieur, avec les angles arrondis. Les caractéristiques des maisons découvertes surprennent, à l'époque, car elle ne correspondent pas aux caractéristiques connues des castros de la "culture castreña", c'est-à-dire à la civilisation pré-romaine locale  

## Description

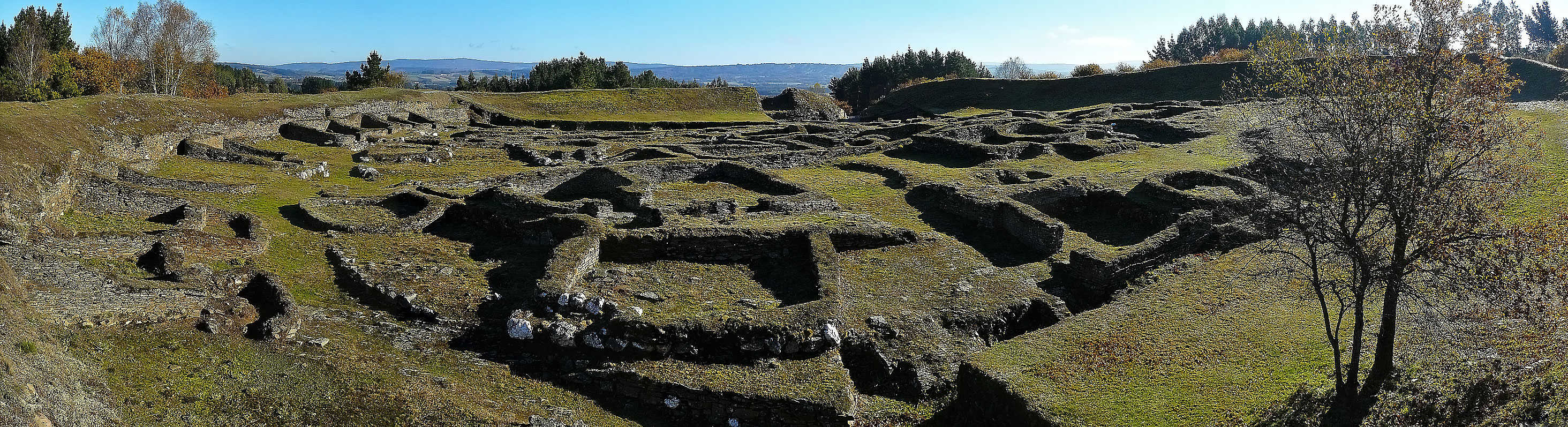
Vue générale du Castro de Viladonga